# Sołki (województwo mazowieckie)
Sołki – wieś sołecka w Polsce, położona w województwie mazowieckim, w powiecie mińskim, w gminie Dobre.
W latach 1975–1998 miejscowość położona była w województwie siedleckim.
Wierni Kościoła rzymskokatolickiego należą do parafii św. Mikołaja w Dobrem.